# Fortune Brands Innovations
Fortune Brands Innovations, Inc. (NYSE: FBIN) er en amerikansk producent af VVS-artikler og låse, som er baseret i Deerfield, Illinois. Deres datterselskaber og mærker inkluderer: Moen, House of Rohl, Therma-Tru, Larson, Fiberon, Master Lock, SentrySafe og MasterBrand. Fortune Brands har ca. 28.000 ansatte og en årsomsætning på 7,7 mia. $.
Fortune Brands Home & Security, Inc. blev etableret og børsnoteret i 2011 efter et spin-off i det tidligere Fortune Brands, Inc..